# NGC 1956
NGC 1956 је спирална галаксија у сазвежђу Трпеза која се налази на NGC листи објеката дубоког неба.
Деклинација објекта је - 77° 43' 47" а ректасцензија 5h 19m 35,6s. Привидна величина (магнитуда) објекта NGC 1956 износи 13,1 а фотографска магнитуда 14,0. NGC 1956 је још познат и под ознакама ESO 16-2, AM 0522-774, PGC 17102.